# Kościół Wskrzeszenia Syna Wdowy
Kościół Wskrzeszenia Syna Wdowy – kościół rzymskokatolicki położony w wiosce Na’in, na północy Izraela. Wezwanie odnosi się do jednego z cudów dokonanych przez Jezusa Chrystusa.

## Położenie
Kościół Wskrzeszenia Syna Wdowy jest położony w centralnej części wioski Na’in, na północnych zboczach góry Giwat ha-More (515 m n.p.m.) w Dolnej Galilei na północy Izraela.

## Historia

### Tradycja chrześcijańska
Kościół nawiązuje do cudu dokonanego przez Jezusa Chrystusa - wskrzeszenia zmarłego syna wdowy z Na’in.

### Historia budowli
Nie jest znana dokładna data powstania budynku, jednak najczęściej wskazuje się na przełom IV i V wieku. W ten sposób wioska Na’in stała się celem chrześcijańskich pielgrzymek, a sam kościół bardzo szybko zyskał miano miejsca świętego. W 1881 roku miejsce przejęli franciszkanie, którzy na fundamentach starego kościoła wznieśli niewielką współczesną świątynię. Podjęte w 2013 roku próby rozpoczęcia prac renowacyjnych zakończyły się niepowodzeniem, gdyż prace zostały przerwane przez arabskie grupy przestępcze. Obecnie kościołem opiekuje się muzułmańska rodzina mieszkająca obok. Brak wyznaczonych godzin otwarcia kościoła - wystarczy przyjść i poprosić rodzinę o otwarcie.

## Opis budowli
Budynek został wzniesiony z jasnego kamienia na planie prostokątu. W każdej z bocznych ścian umieszczona po dwa półkoliste okna. Powyżej umieszczono skromny gzyms, który otacza cały budynek. Jedynie fasada kościoła bardziej ozdobne zwieńczenie. Całość jest przykryta dwuspadowym dachem z czerwoną dachówką. Drzwi wejściowe znajdują się po stronie zachodniej. Wnętrze posiada jeden hol, który w sposób prawie niewidoczny przechodzi w położoną po stronie wschodniej apsydę. Sklepienie jest krzyżowe z zachowaniem symetrii budynku. Niewielki ołtarz jest jedynym stałym elementem wyposażenia kościoła. Został on wykonany z marmuru ze złotymi zdobieniami. Boczne ściany są białe i pozbawione jakichkolwiek zdobień. Pustkę wnętrza przerywają jedynie dwa obrazy związane tematycznie z cudem wskrzeszenia syna wdowy.